# Ternstroemia nashii
Ternstroemia nashii är en tvåhjärtbladig växtart som beskrevs av Ignatz Urban. Ternstroemia nashii ingår i släktet Ternstroemia och familjen Pentaphylacaceae. Inga underarter finns listade i Catalogue of Life.